# Marktturm Regensburg
Der nicht erhaltene Marktturm Regensburg, der auch Stadtturm genannt wurde, war einer der wichtigsten städtischen Turmbauten und Bestandteil des Alten Rathauses. Bis zu seiner Zerstörung durch einen Großbrand im Jahr 1706 war der Turm nicht nur ein weithin sichtbares Wahrzeichen der Stadt, sondern auch Mittelpunkt des bürgerlich, städtischen Lebens.

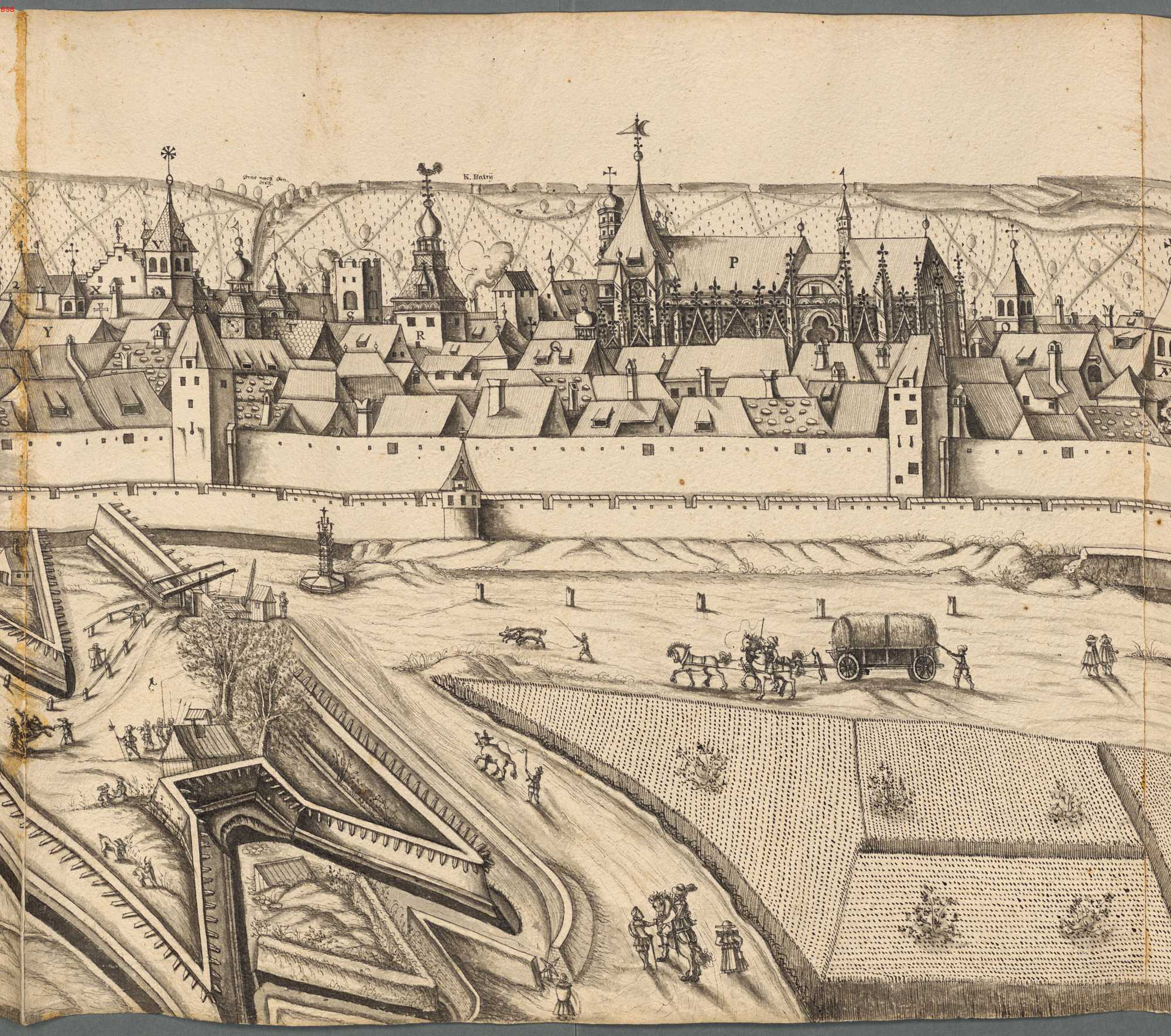
Regensburg (1640) von Süden, Dom (P), Marktturm mit Hahn (R), Rathausturm (S)

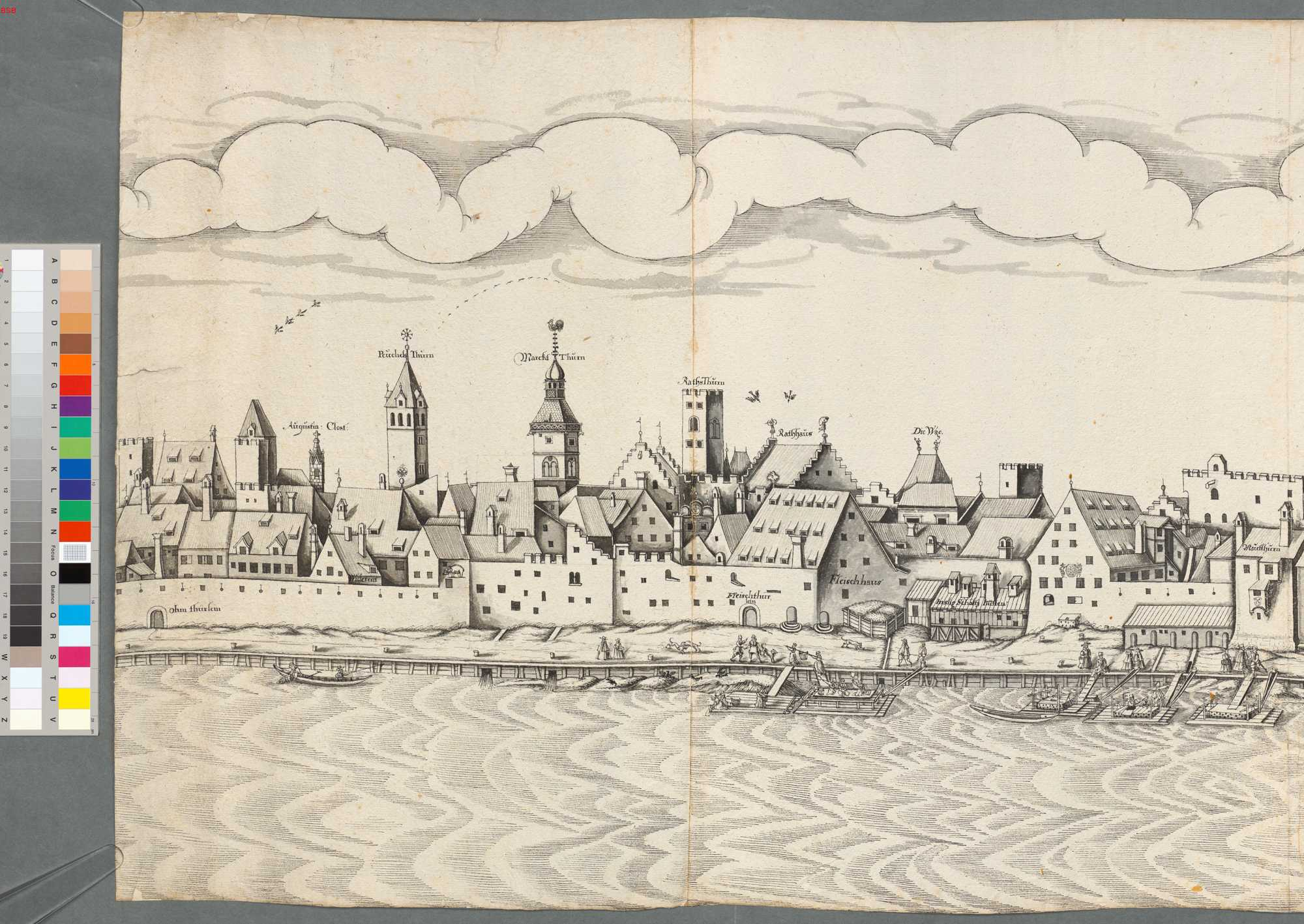
Regensburg (1630) von Norden Turm-Bezeichnungen: Marckt Thurn rechts neben dem hohen Turm Peuchels Thurn (Goldener Turm), links vom Rathsturn

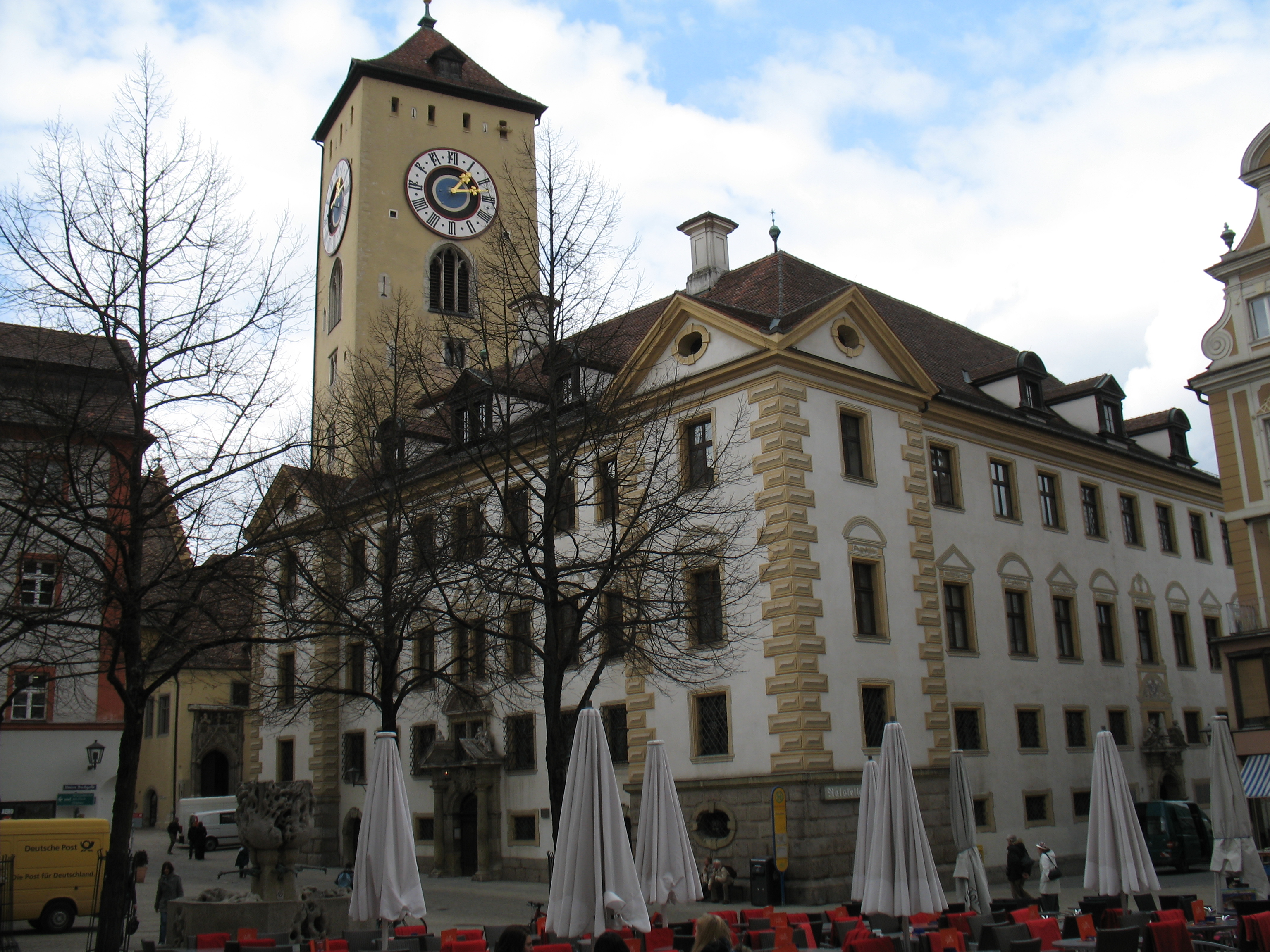
Blick auf den Standort des ehemaligen Marktturms am Kohlenmarkt am Rathaus-Eck mit Rathausturm im Hintergrund

## Bau, Standort und Nutzung
Der siebengeschossige Marktturm, ausgestattet mit Marktglocke und Uhr und errichtet im wehrhaft erscheinenden Bossenmauerwerk auf dem Rathausplatz östlich dem Rathaus benachbart sollte das Selbstbewusstsein der Regensburger Bürgerschaft demonstrieren. Aufgrund stilistischer Merkmale in historischen Bildquellen entstand der Turm zur selben Zeit wie der Rathausturm. Sein Mauerwerk erhob sich ungefähr so hoch wie der Rathausturm und endete in einem Zinnenkranz. Im Erdgeschoss befand sich eine Durchfahrt.
Erstmals erwähnt wird der Marktturm 1347 in der Beschreibung einer Maßnahme zur Verschönerung seines Helmdaches im Jahre 1347 mit „einem schönen großen Knopf“. Als im Jahr 1471 in Regensburg in Anwesenheit von Kaiser Friedrich III die Reichsversammlung zur Einführung der Türkensteuer, der Regensburger Christentag, mit ca. 10.000 Delegierten stattfand, wurde die Glocke des Marktturmes als Kommunikationsmittel benutzt, um die über die ganze Stadt in Unterkünften verteilten Delegierten mit wahrscheinlich vorher festgelegten Signalen zu informieren.
Wie alte Darstellungen von Regensburg und auch ein Merianstich des Rathausgebäudes von 1644 zeigen, war der Marktturm mit Kuppel und Wetterhahn ähnlich hoch wie die helmbewehrten Domtürme und etwas höher als der nur wenig westlich von ihm entfernte, 55 m hohe, nur mit Zinnen bewehrte Rathausturm.
Der Marktturm stand an der südöstlichen Ecke der alten Rathausgebäude am heutigen Zieroldsplatz, der zur damaligen Zeit bis ins 18. Jahrhundert den Namen „beim (hinter dem) Marktturm“ führte. Der Marktturm zählte zu den schönsten Bauwerken der Stadt, war ein Wahrzeichen der Stadt und der Stolz der Bürger. Mit seinem Standort beim Rathaus zwischen Kohlenmarkt und Zieroldsplatz und mit seiner großen Durchfahrt zum Fischmarkt am Donauufer stand der Turm im Mittelpunkt des bürgerlichen Lebens der Stadt. Neben dem Turm war der Standort des großen Prangers für drei Malefikanten. Von der Turmstube aus wachten Tag und Nacht die Türmer über die Sicherheit der Stadt und bei städtischen Festlichkeiten ertönten von seiner hohen Galerie herab das Trompetenkonzert der Turmbläser. Als Markt- und Rathausturm 1360 ausbrannten, wurden beide mit Hilfe einer Sondersteuer der Bürger sogleich wieder aufgebaut. Der Rat der Stadt scheute weiterhin keine Ausgaben für den Unterhalt des Marktturms und setzte auf die Kuppel seines Daches einen großen Hahn als Symbol für die Wachsamkeit der Obrigkeit.

## Ausstattung

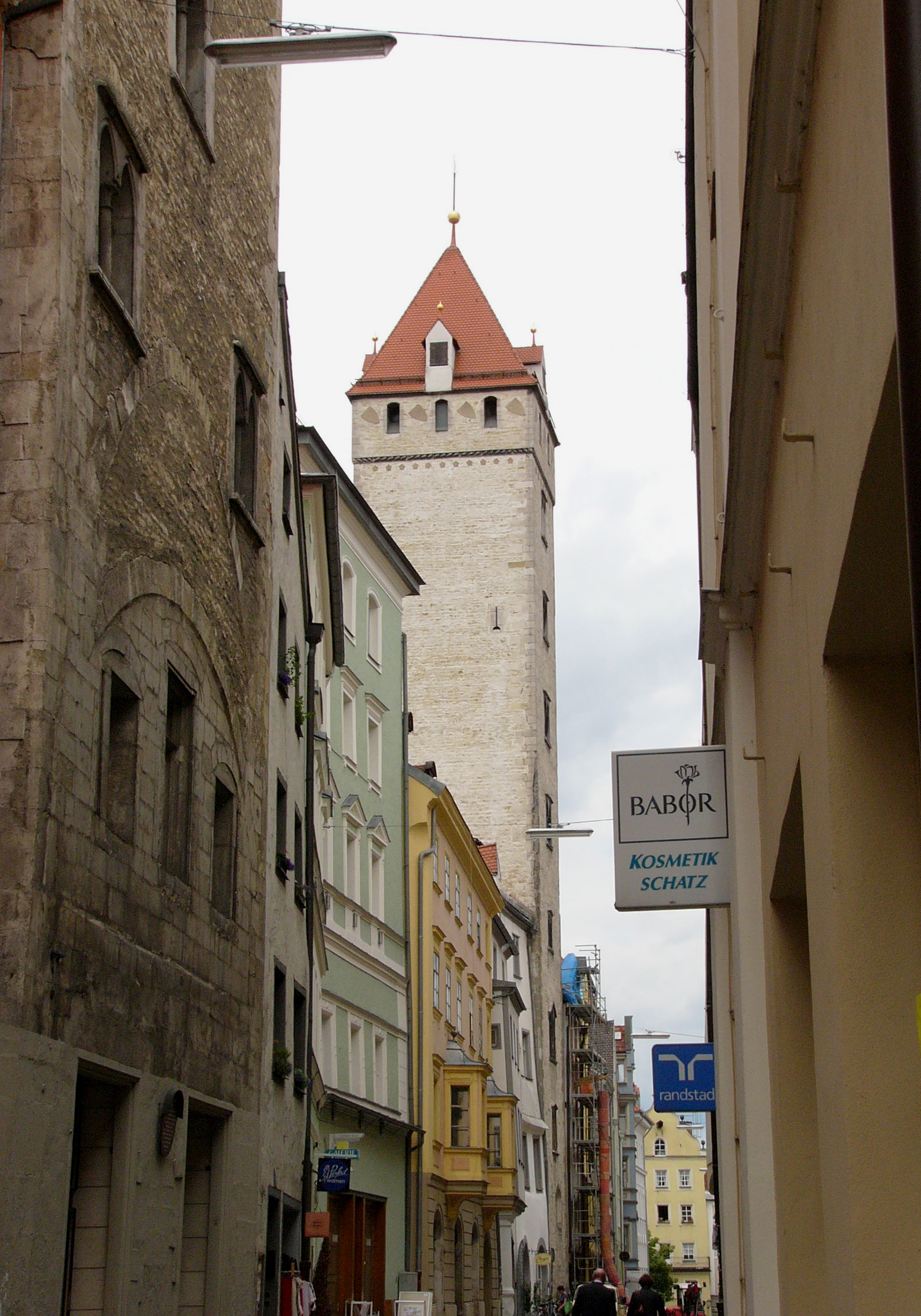
Blick nach Norden in die Wahlenstraße mit Goldenem Turm

1510 wurde der Turm mit einer kunstvollen Uhr und einer großen Glocke ausgestattet, die tagsüber erschreckend laut den Ablauf der Stunden verkündete. Der Ablauf der Nachtstunden wurde mittels einer kleinen, hell klingenden Glocke verkündet. 1551 wurde beim Marktturm auch ein Brunnen für die öffentliche Wasserversorgung eingerichtet, der mit Wasser aus der Wasserleitung von Dechbetten versorgt wurde.
Als 1573 der Entschluss fiel, die uneinheitlichen Fronten der verschiedenen Rathausgebäude durch Fassadenmalerei einheitlicher erscheinen zu lassen und aufzuwerten, sollten in das geplante Gestaltungsprogramm auch die Fassaden des Marktturmes einbezogen werden. Auf der Südfassade als der prominenten Schauseite sollte die Allianz der Reichsstadt Regensburg mit dem Habsburger Kaiserhaus besonders hervorgehoben werden. Dafür wurden als Motive z. B. der Habsburger Doppeladler gewählt, gemeinsam dargestellt mit dem Regensburger Stadtwappen und auch die Darstellungen von „Jupiters Sturz der Giganten“ als Symbol für den Sieg von Ordnung und Gesetz über Rebellion und Türkenangriffe sollten die Habsburgermonarchie unterstützen.

## Zerstörung und Folgen
Die Fahrlässigkeit des Turmwächters Johann Balthasar Bucher führte am 26. Juli 1706 dazu, dass der Marktturm in Brand geriet. Die Löschversuche richteten im Rathaus große Wasserschäden an, konnten aber den Brand im Turm nicht aufhalten. Die Hitze wurde so stark, dass die Mauern des Turms barsten und die Ruine abgebrochen werden musste.
Die Funktionen des Stadtturms wurden zunächst auf den Goldenen Turm in der Wahlenstraße übertragen und dann auf den Rathausturm. Pläne, den Stadtturm in barocker Form wieder aufzubauen, scheiterten an der Geldknappheit der Stadt.